# Eye Legacy
Eye Legacy är det andra studioalbumet från den bortgångna amerikanska rapparen/sångerskan Lisa Lopes. Postumt utgivet den 27 januari 2009. 

## Innehållsförteckning
1. Spread Your Wings (med Free) (producerad av The Heavy Weights och Marcus DL) - 3:51
2. In The Life (med Bobby Valentino) - 3:46
3. Legendary - 3:26
4. Let's Just Do It (med TLC och Missy Elliott) (producerad av The Heavy Weights och Marcus DL) - 3:37
5. Block Party (med Lil Mama och Marcus Amandi) - 4:17
6. Listen (producerad av Andrew Lane; co-producent Panauh Kalayeh, Danny Keys och Reigndrop Lopes) - 4:20
7. Bounce (med Chamillionaire och Bone Crusher) - 4:14
8. Let It Out (med Wanya Morris) - 4:47
9. Through the Pain (med Ryan Toby och Claudette Ortiz) - 3:59
10. Forever - 4:28
11. Neva Will Eye Eva - (producerad av Andrew Lane och Reigndrop Lopes; co-producent Panuah Kalayeh) - 3:40
12. L.I.S.A. - 4:20

## Listor
| Chart (2009)                     | Peak position |
| -------------------------------- | ------------- |
| Billboard Top R&B/Hip-Hop Albums | 44            |
| Billboard Top Rap Albums         | 15            |
| Billboard Independent Albums     | 30            |